# 堺市立日置荘中学校
堺市立日置荘中学校（さかいしりつ ひきしょうちゅうがっこう）は、大阪府堺市東区にある公立中学校。

## 沿革
1947年の学制改革により新制中学校制度が発足したことに伴い、当時の南河内郡日置荘村の中学校・日置荘村立中学校として開校した。1951年の日置荘町の町制施行により日置荘町立中学校に改称している。
開校当初は日置荘村立小学校（1951年日置荘町立小学校、現堺市立日置荘小学校）に併設されていたが、1954年10月16日付で現在地の独立校舎に移転している。
日置荘町は1958年10月20日に堺市に編入合併した。これに伴い同日付で現在の校名、堺市立日置荘中学校に改称している。
地域の人口増加により、日置荘中学校と堺市立八下中学校の校区を再編する形で1987年、堺市立南八下中学校が分離開校した。分離前は、全校生徒2,000人を超えるマンモス校であった。

## 通学区域
- 堺市立日置荘小学校と堺市立日置荘西小学校の通学区域。

## 交通
- 南海高野線 萩原天神駅 北へ約400m。